# Jerzy Rożdżyński
Jerzy Rożdżyński (ur. ok. 1952) – polski hokeista, trener i działacz hokejowy.

## Kariera
- Stoczniowiec Gdańsk (1970-1975)
- Dolmel Wrocław (1975-1976)
- Stal Sanok (1976–1983)

Naukę hokeja na lodzie rozpoczął w wieku 13 lat w klubie Sparta Szczecin. Występował w klubach z Gdańska i Wrocławia. W połowie 1976 został zawodnikiem Stali Sanok przed inauguracyjnym sezonem 1976/1977 tej drużyny w I lidze. W tymże sezonie I-ligowym był pierwszym bramkarzem Stali, a jego zmiennikiem Andrzej Kwiatkowski.
W połowie 1981 otrzymał I klasę sportową, przyznaną przez PZHL, po uprzednim wskazaniu przez szkoleniowców Stali Sanok. W tym roku ukończył kurs instruktorski i w sierpniu 1981, pozostając zawodnikiem drużyny, został asystentem trenera Franciszka Pajerskiego oraz szkoleniowcem bramkarzy w całym klubie Stali. Funkcję grającego asystenta I trenera pełnił w sezonach II ligi 1981/1982 i 1982/1983. W Sanoku zakończył karierę zawodniczą w 1983. Od 1981 do 1996 był trenerem grup młodzieżowych w Stali Sanok i jednocześnie asystentem szkoleniowca drużyny seniorskiej. Od początku stycznia 1985 był I trenerem drużyny juniorskiej Stali występującej w Centralnej Lidze Juniorów. W maju 1988 został trenerem drużyny seniorskiej (jego asystentem został wpierw Franciszek Pajerski, potem grający zawodnik Jan Ryniak), prowadził drużynę w sezonie II ligi 1988/1989. Następnie kierował zespołem Stali także w edycji II ligi 1989/1990, w trakcie której po I rundzie zrezygnował ze stanowiska na początku stycznia 1990.
W wyborach samorządowych w 1990 bez powodzenia kandydował do Rady Miasta Sanoka z listy Stowarzyszenia Trenerów Polskich.
Został właścicielem Przedsiębiorstwa Handlu Zagranicznego i Wewnętrznego „Juro”, a 13 maja 1991 wybrany pierwszym prezesem nowego klubu hokejowego w Sanoku pod nazwą Sanockie Towarzystwo Sportowe. W tym czasie ukończył Szkołę Menedżerów Sportu w Centrum Doskonalenia Kadr Kierowniczych Ministerstwa Przemysłu (DOSKO). Pod jego kierunkiem STS Sanok awansował do I ligi w 1992. Po sezonie I ligi 1992/1993 pod koniec czerwca 1993 J. Rożdżyński złożył rezygnację z funkcji prezesa.
Następnie w latach 90. przebywał w Wielkiej Brytanii, po czym we wrześniu 1997 został pierwszym trenerem Cracovii. Później ponownie zamieszkał w Londynie. 28 grudnia 2002 wystąpił w meczu charytatywnym byłych i aktualnych zawodników sanockiego klubu.